# Szaturnusz-díj a legjobb televíziós vendégszereplőnek
A legjobb televíziós vendégszereplőnek járó Szaturnusz-díjat évente adja át az Academy of Science Fiction, Fantasy & Horror Films szervezet. A díjjal a televíziós sci-fi, fantasy és horror-szerepléseket jutalmazzák, a 2009-es, 35. díjátadó óta, nemtől függetlenül.
A legtöbb díjat és jelölést Jeffrey Dean Morgan. Két díjat vehettek át, a The Walking Dead című sorozatban nyújtott vendégszerepléséért, és összesen ötször jelölték.

## Nyertesek és jelöltek
(MEGJEGYZÉS: Az Év oszlop az adott művek megjelenési évére utal, a tényleges díjátadó ceremóniát a következő évben rendezték meg.)
A nyerteseket félkövér betűtípus és kék háttérszín jelzi.

### 2000-es évek
| Év                  | Színész(nő)      | Színész(nő)                      | Magyar cím   | Eredeti cím       | Szerep           |
| ------------------- | ---------------- | -------------------------------- | ------------ | ----------------- | ---------------- |
| 2008 (35. díjátadó) |                  | Jimmy Smits                      | Dexter       | Dexter            | Miguel Prado     |
| 2008 (35. díjátadó) | Kristen Bell     | Hősök                            | Heroes       | Elle Bishop       |                  |
| 2008 (35. díjátadó) | Robert Forster   | Hősök                            | Heroes       | Arthur Petrelli   |                  |
| 2008 (35. díjátadó) | Alan Dale        | Lost – Eltűntek                  | Lost         | Charles Widmore   |                  |
| 2008 (35. díjátadó) | Kevin Durand     | Lost – Eltűntek                  | Lost         | Martin Keamy      |                  |
| 2008 (35. díjátadó) | Sonya Walger     | Lost – Eltűntek                  | Lost         | Penelope Widmore  |                  |
| 2009 (36. díjátadó) |                  | Leonard Nimoy                    | A rejtély    | Fringe            | Dr. William Bell |
| 2009 (36. díjátadó) | Raymond Cruz     | Breaking Bad – Totál szívás      | Breaking Bad | Tuco Salamanca    |                  |
| 2009 (36. díjátadó) | John Lithgow     | Dexter                           | Dexter       | Arthur Mitchell   |                  |
| 2009 (36. díjátadó) | Bernard Cribbins | Ki vagy, doki?                   | Doctor Who   | Wilfred Mott      |                  |
| 2009 (36. díjátadó) | Mark Pellegrino  | Lost – Eltűntek                  | Lost         | Jacob             |                  |
| 2009 (36. díjátadó) | Michelle Forbes  | True Blood – Inni és élni hagyni | True Blood   | Maryann Forrester |                  |

### 2010-es évek
| Év                       | Színész(nő)         | Színész(nő)                              | Magyar cím                             | Eredeti cím                                   | Szerep                             |
| ------------------------ | ------------------- | ---------------------------------------- | -------------------------------------- | --------------------------------------------- | ---------------------------------- |
| 2010 (37. díjátadó)      |                     | Richard Dreyfuss                         | Nancy ül a fűben                       | Weeds                                         | Warren Schiff                      |
| 2010 (37. díjátadó)      | Joe Manganiello     | True Blood – Inni és élni hagyni         | True Blood                             | Alcide Herveaux                               |                                    |
| 2010 (37. díjátadó)      | Seth Gabel          | A rejtély                                | Fringe                                 | Lincoln Lee                                   |                                    |
| 2010 (37. díjátadó)      | Noah Emmerich       | The Walking Dead                         | The Walking Dead                       | Dr. Edwin Jenner                              |                                    |
| 2010 (37. díjátadó)      | Giancarlo Esposito  | Breaking Bad – Totál szívás              | Breaking Bad                           | Gustavo „Gus” Fring                           |                                    |
| 2010 (37. díjátadó)      | John Terry          | Lost – Eltűntek                          | Lost                                   | Dr. Christian Shephard                        |                                    |
| 2011 (38. díjátadó)      |                     | Tom Skerritt                             | Lépéselőnyben                          | Leverage                                      | Jimmy Ford                         |
| 2011 (38. díjátadó)      | Steven Bauer        | Breaking Bad – Totál szívás              | Breaking Bad                           | Don Eladio Vuente                             |                                    |
| 2011 (38. díjátadó)      | Orla Brady          | A rejtély                                | Fringe                                 | Elizabeth Bishop                              |                                    |
| 2011 (38. díjátadó)      | Mark Margolis       | Breaking Bad – Totál szívás              | Breaking Bad                           | Hector „Tio” Salamanca                        |                                    |
| 2011 (38. díjátadó)      | Edward James Olmos  | Dexter                                   | Dexter                                 | James Gellar professzor                       |                                    |
| 2011 (38. díjátadó)      | Zachary Quinto      | Amerikai Horror Story: A gyilkos ház     | American Horror Story: Murder House    | Chad Warwick                                  |                                    |
| 2012 (39. díjátadó)      |                     | Yvonne Strahovski                        | Dexter                                 | Dexter                                        | Hannah McKay                       |
| 2012 (39. díjátadó)      | Blair Brown         | A rejtély                                | Fringe                                 | Nina Sharp                                    |                                    |
| 2012 (39. díjátadó)      | Terry O’Quinn       | Éghasadás                                | Falling Skies                          | Arthur Manchester                             |                                    |
| 2012 (39. díjátadó)      | Lance Reddick       | A rejtély                                | Fringe                                 | Phillip Broyles                               |                                    |
| 2012 (39. díjátadó)      | Mark Sheppard       | Lépéselőnyben                            | Leverage                               | Jim Sterling                                  |                                    |
| 2012 (39. díjátadó)      | Ray Stevenson       | Dexter                                   | Dexter                                 | Issak Sirko                                   |                                    |
| 2013 (40. díjátadó)      |                     | Robert Forster                           | Breaking Bad – Totál szívás            | Breaking Bad                                  | Ed                                 |
| 2013 (40. díjátadó)      | Stephen Collins     | Égszakadás                               | Falling Skies                          | Hathaway elnök                                |                                    |
| 2013 (40. díjátadó)      | Danny Huston        | Amerikai Horror Story: Boszorkányok      | American Horror Story: Coven           | Axeman                                        |                                    |
| 2013 (40. díjátadó)      | David Morrissey     | The Walking Dead                         | The Walking Dead                       | A Kormányzó                                   |                                    |
| 2013 (40. díjátadó)      | Charlotte Rampling  | Dexter                                   | Dexter                                 | Dr. Evelyn Vogel                              |                                    |
| 2013 (40. díjátadó)      | Gina Torres         | Hannibal                                 | Hannibal                               | Phyllis „Bella” Crawford                      |                                    |
| 2014 (41. díjátadó)      |                     | Wentworth Miller                         | Flash – A Villám                       | The Flash                                     | Leonard Snart / Fagykapitány       |
| 2014 (41. díjátadó)      | Dominic Cooper      | Carter ügynök                            | Agent Carter                           | Howard Stark                                  |                                    |
| 2014 (41. díjátadó)      | Neil Patrick Harris | Amerikai Horror Story: Rémségek cirkusza | American Horror Story: Freak Show      | Chester Creb                                  |                                    |
| 2014 (41. díjátadó)      | John Larroquette    | A titkok könyvtára                       | The Librarians                         | Jenkins/Galahad                               |                                    |
| 2014 (41. díjátadó)      | Michael Pitt        | Hannibal                                 | Hannibal                               | Mason Verger                                  |                                    |
| 2014 (41. díjátadó)      | Andrew J. West      | The Walking Dead                         | The Walking Dead                       | Gareth                                        |                                    |
| 2015 (42. díjátadó)      |                     | William Shatner                          | Haven                                  | Haven                                         | Croatoan                           |
| 2015 (42. díjátadó)      | Alex Kingston       | –                                        | Doctor Who: The Husbands of River Song | River Song                                    |                                    |
| 2015 (42. díjátadó)      | John Carroll Lynch  | The Walking Dead                         | The Walking Dead                       | Eastman                                       |                                    |
| 2015 (42. díjátadó)      | Laura Benanti       | Supergirl                                | Supergirl                              | Alura Zor-El/Astra                            |                                    |
| 2015 (42. díjátadó)      | Scott Glenn         | Daredevil                                | Daredevil                              | Stick                                         |                                    |
| 2015 (42. díjátadó)      | Steven Brand        | Teen Wolf – Farkasbőrben                 | Teen Wolf                              | Dr. Gabriel Valack                            |                                    |
| 2015 (42. díjátadó)      | Victor Garber       | Flash – A Villám                         | The Flash                              | Dr. Martin Stein/Tűzvihar                     |                                    |
| 2016 (43. díjátadó)      |                     | Jeffrey Dean Morgan                      | The Walking Dead                       | The Walking Dead                              | Negan                              |
| 2016 (43. díjátadó)      | Anthony Hopkins     | Westworld                                | Westworld                              | Dr. Robert Ford                               |                                    |
| 2016 (43. díjátadó)      | Dominique Pinon     | Outlander – Az idegen                    | Outlander                              | Raymond mester                                |                                    |
| 2016 (43. díjátadó)      | Ian Bohen           | Teen Wolf – Farkasbőrben                 | Teen Wolf                              | Peter Hale                                    |                                    |
| 2016 (43. díjátadó)      | Leslie Jordan       | Amerikai Horror Story: Roanoke           | American Horror Story: Roanoke         | Ashley Gilbert/Cricket Marlowe                |                                    |
| 2016 (43. díjátadó)      | Tyler Hoechlin      | Supergirl                                | Supergirl                              | Clark Kent/Superman                           |                                    |
| 2017 (44. díjátadó)      |                     | David Lynch                              | Twin Peaks                             | Twin Peaks                                    | Gordon Cole helyettes FBI igazgató |
| 2017 (44. díjátadó)      | Bryan Cranston      |                                          | Electric Dreams                        | Silas Herrick                                 |                                    |
| 2017 (44. díjátadó)      | Michael Greyeyes    | Fear the Walking Dead                    | Fear the Walking Dead                  | Qaletqa Walker                                |                                    |
| 2017 (44. díjátadó)      | Jeffrey Dean Morgan | The Walking Dead                         | The Walking Dead                       | Negan                                         |                                    |
| 2017 (44. díjátadó)      | Rachel Nichols      | A titkok könyvtára                       | The Librarians                         | Nicole Noone                                  |                                    |
| 2017 (44. díjátadó)      | Jesse Plemons       | Fekete tükör                             | Black Mirror                           | Robert Daly                                   |                                    |
| 2017 (44. díjátadó)      | Hartley Sawyer      | Flash – A Villám                         | The Flash                              | Ralph Dibny / Elongated Man                   |                                    |
| 2017 (44. díjátadó)      | Michelle Yeoh       | Star Trek: Discovery                     | Star Trek: Discovery                   | Philippa Georgiou kapitány / Georgiou császár |                                    |
| 2018/2019 (45. díjátadó) |                     | Jeffrey Dean Morgan                      | The Walking Dead                       | The Walking Dead                              | Negan                              |
| 2018/2019 (45. díjátadó) | Rainer Bock         | Better Call Saul                         | Better Call Saul                       | Werner Ziegler                                |                                    |
| 2018/2019 (45. díjátadó) | Edward Speleers     | Outlander – Az idegen                    | Outlander                              | Stephen Bonnet                                |                                    |
| 2018/2019 (45. díjátadó) | Sydney Lemmon       | Fear the Walking Dead                    | Fear the Walking Dead                  | Isabelle                                      |                                    |
| 2018/2019 (45. díjátadó) | Tonya Pinkins       | Fear the Walking Dead                    | Fear the Walking Dead                  | Martha                                        |                                    |
| 2018/2019 (45. díjátadó) | Jon Cryer           | Supergirl                                | Supergirl                              | Lex Luthor                                    |                                    |
| 2019/2020 (46. díjátadó) |                     | Jon Cryer                                | Supergirl                              | Supergirl                                     | Lex Luthor                         |
| 2019/2020 (46. díjátadó) | Giancarlo Esposito  | A Mandalóri                              | The Mandalorian                        | Gideon moff                                   |                                    |
| 2019/2020 (46. díjátadó) | Mark Hamill         | Hétköznapi vámpírok – A sorozat          | What We Do in the Shadows              | Jim, a vámpír                                 |                                    |
| 2019/2020 (46. díjátadó) | Jeffrey Dean Morgan | The Walking Dead                         | The Walking Dead                       | Negan                                         |                                    |
| 2019/2020 (46. díjátadó) | Kate Mulgrew        |                                          | Mr. Mercedes                           | Alma Lane                                     |                                    |
| 2019/2020 (46. díjátadó) | Billy Porter        |                                          | The Twilight Zone                      | Keith                                         |                                    |
| 2019/2020 (46. díjátadó) | Jeri Ryan           | Star Trek: Picard                        | Star Trek: Picard                      | Hét Kilenced                                  |                                    |

### 2020-as évek
| Év                       | Színész(nő)          | Színész(nő)                         | Magyar cím                          | Eredeti cím                     | Szerep                         |
| ------------------------ | -------------------- | ----------------------------------- | ----------------------------------- | ------------------------------- | ------------------------------ |
| 2021/2022 (50. díjátadó) | Kábel / Hálózat      | Kábel / Hálózat                     | Kábel / Hálózat                     | Kábel / Hálózat                 | Kábel / Hálózat                |
| 2021/2022 (50. díjátadó) |                      | Jennifer Tilly                      |                                     | Chucky                          | Tiffany Valentine              |
| 2021/2022 (50. díjátadó) | Michael Biehn        | The Walking Dead                    | The Walking Dead                    | Ian                             |                                |
| 2021/2022 (50. díjátadó) | Jeffrey Dean Morgan  | The Walking Dead                    | The Walking Dead                    | Negan                           |                                |
| 2021/2022 (50. díjátadó) | Aisha Tyler          | Fear the Walking Dead               | Fear the Walking Dead               | Mickey                          |                                |
| 2021/2022 (50. díjátadó) | Rachael Harris       | Kísértetek                          | Ghosts                              | Sheryl                          |                                |
| 2021/2022 (50. díjátadó) | Jesse James Keitel   | Végtelen égbolt                     | Big Sky                             | Jerrie Kennedy                  |                                |
| 2021/2022 (50. díjátadó) | Fisher Stevens       | Feketelista                         | The Blacklist                       | Marvin Gerard                   |                                |
| 2021/2022 (50. díjátadó) | Streaming            |                                     |                                     |                                 |                                |
| 2021/2022 (50. díjátadó) |                      | Hayden Christensen                  | Obi-Wan Kenobi                      | Obi-Wan Kenobi                  | Darth Vader / Anakin Skywalker |
| 2021/2022 (50. díjátadó) | Jensen Ackles        | A fiúk                              | The Boys                            | Katonasrác                      |                                |
| 2021/2022 (50. díjátadó) | LeVar Burton         |                                     | Leverage: Redemption                | Mr. Blanche                     |                                |
| 2021/2022 (50. díjátadó) | Tony Dalton          | Sólyomszem                          | Hawkeye                             | Jack Duquesne                   |                                |
| 2021/2022 (50. díjátadó) | Rosario Dawson       | A Mandalóri                         | The Mandalorian                     | Ahsoka Tano                     |                                |
| 2021/2022 (50. díjátadó) | Jonathan Majors      | Loki                                | Loki                                | Kang, a hódító / A megmaradó    |                                |
| 2021/2022 (50. díjátadó) | Robert Englund       | Stranger Things                     | Stranger Things                     | Victor Creel                    |                                |
| 2022/2023 (51. díjátadó) |                      | Paul Wesley                         | Star Trek: Különös új világok       | Star Trek: Strange New Worlds   | James T. Kirk                  |
| 2022/2023 (51. díjátadó) | Gael García Bernal   | Éjjeli Vérfarkas                    | Werewolf by Night                   | Jack Russell / Éjjeli Vérfarkas |                                |
| 2022/2023 (51. díjátadó) | Giancarlo Esposito   | A Mandalóri                         | The Mandalorian                     | Gideon moff                     |                                |
| 2022/2023 (51. díjátadó) | Nick Offerman        | The Last of Us                      | The Last of Us                      | Bill                            |                                |
| 2022/2023 (51. díjátadó) | Amanda Plummer       | Star Trek: Picard                   | Star Trek: Picard                   | Vadic kapitány                  |                                |
| 2022/2023 (51. díjátadó) | Andy Serkis          | Andor                               | Andor                               | Kino Loy                        |                                |
| 2022/2023 (51. díjátadó) | Catherine Zeta-Jones | Wednesday                           | Wednesday                           | Morticia Addams                 |                                |
| 2023/2024 (52. díjátadó) |                      | Mark Hamill                         | Az Usher-ház bukása                 | The Fall of the House of Usher  | Arthur Gordon Pyms             |
| 2023/2024 (52. díjátadó) | Matthew Jeffers      | The Walking Dead: The Ones Who Live | The Walking Dead: The Ones Who Live | Nat                             |                                |
| 2023/2024 (52. díjátadó) | Martin Kove          | Cobra Kai                           | Cobra Kai                           | John Kreese                     |                                |
| 2023/2024 (52. díjátadó) | Kyle MacLachlan      | Fallout                             | Fallout                             | Hank MacLean                    |                                |
| 2023/2024 (52. díjátadó) | Andrea Martin        |                                     | Evil                                | Andrea nővér                    |                                |
| 2023/2024 (52. díjátadó) | Aubrey Plaza         | Mindvégig Agatha                    | Agatha All Along                    | Rio Vidal / Halál               |                                |
| 2023/2024 (52. díjátadó) | Ke Huy Quan          | Loki                                | Loki                                | Ouroboros "O.B."                |                                |

## Többszörös jelölések
| 5 jelölés - Jeffrey Dean Morgan 3 jelölés - Giancarlo Esposito 2 jelölés - Jon Cryer - Robert Forster - Mark Hamill |

## Fordítás
- Ez a szócikk részben vagy egészben  a   Saturn Award for Best Guest Starring Role on Television című angol Wikipédia-szócikk ezen változatának fordításán alapul.  Az eredeti cikk szerkesztőit annak laptörténete sorolja fel. Ez a jelzés csupán a megfogalmazás eredetét és a szerzői jogokat jelzi, nem szolgál a cikkben szereplő információk forrásmegjelöléseként.